# Кушнарёв, Иван Павлович
Иван Павлович Кушнарёв (26 июля 1928, село Великая Писаревка, Велико-Писаревский район, Харьковский округ, Украинская ССР — неизвестно, Снежное, Донецкая область) — бригадир проходчиков горных выработок шахтоуправления «Ремовское-Восточное» треста «Снежнянатрацит» комбината «Артёмуголь» Министерства угольной промышленности Украинской ССР, Донецкая область. Герой Социалистического Труда (1966).

## Биография
Родился в 1928 году в селе Великая Писаревка Харьковского округа. С 1950 года трудился шахтёром на угольной шахте. В последующие годы назначен бригадиром проходчиков шахтоуправления «Ремовское-Восточное». Его бригада ежегодно показывала высокие трудовые результаты. Применял рационализаторские новшества в добыче угля. Инициировал добычу с помощью буровзрывного метода. По его предложениям была изменена технология подачи горной выработки с использованием ленточных конвейеров КЛ-150 и скребковых конвейеров СП-48, была внедрена подвесная канатная дорога для доставки оборудования и крепежа, стала использоваться породопогрузочная машина 1ПНБ-2, в результате чего в его бригаде значительно возросла производительность труда. По итогам работы в годы Семилетки (1959—1965) его бригада была удостоена почётного звания «Бригада коммунистического труда».
Указом Президиума Верховного Совета СССР от 29 июня 1966 года удостоен звания Героя Социалистического Труда за «выдающиеся заслуги в выполнении заданий семилетнего плана по развитию угольной и сланцевой промышленности и достижение высоких технико-экономических показателей в работе» с вручением ордена Ленина и золотой медали «Серп и Молот» (№ 14459).
В последующем трудился бригадиром проходчиков на шахте «Ремовская» треста «Торезантрацит». В декабре 1970 года бригада под его руководством прошла 66 метров горных выработок вместо 500 метров запланированных. В июне 1973 года бригада достигла рекордного показателя в 1100 метров. В последующее время бригада, используя машину ППМ-4, ежемесячно проходила не менее 805 метров выработки по угольному пласту «Подремовский». Бригада досрочно выполнила плановые задания Девятой пятилетки (1971—1975) на два года ранее окончания пятилетки. За первые три года Десятой пятилетки (1976—1980) шахтёры прошли 10392 метра, что стало на 326 метров выше запланированного.
После выхода на пенсию проживал в городе Снежное Донецкой области. Дата смерти не установлена.
Награды
- Герой Социалистического Труда
- Орден Ленина
- Полный кавалер знака «Шахтёрская слава».